# 비야체슬라우 올리니크
비야체슬라우 미콜라요비치 올리니크(우크라이나어: В'ячесла́в Микола́йович Олі́йник, 러시아어: Вячесла́в Никола́евич Оле́йник 뱌체슬라프 니콜라예비치 올레이니크[*], 1966년 4월 27일~)는 우크라이나의 은퇴한 레슬링 선수, 지도자이다. 1996년 하계 올림픽 그레코로만형 남자 라이트헤비급에서 금메달을 획득했으며, 세계 선수권 대회에서 준우승 1회, 유럽 선수권 대회에서 우승 1회를 차지했다. 